# Anacis festiva
Anacis festiva là một loài tò vò trong họ Ichneumonidae.